# セントレアホテル
セントレアホテル（CENTRAIR HOTEL）は、名古屋鉄道（名鉄）が愛知県常滑市の中部国際空港で運営するエアポートホテルである。
本棟の「Cntral Side（セントラルサイド）」と新棟「Pacific Side（パシフィックサイド）」の2棟で構成される。

## 概要
中部国際空港駅・旅客ターミナル直結型の本格的なエアポートホテルとして中部国際空港の空港島にある名鉄ホテルグループのホテルである。空港の開業よりも早くホテルが開業している。土地は中部国際空港から定期借地権により賃借している。
空港にあるホテルらしく、24時間チェックイン対応のデイタイムステイ（休憩利用）を実施している。
もともとは綜合商事（ALSOK創業家の資産管理会社）が「ホテル日航ベイサイド大阪」と同じくJALホテルズへ運営委託する形で進出する意向であったが、2003年（平成15年）に進出を断念し、中部国際空港が改めて参入者を募ったところ、名鉄ホテルグループが名乗りを挙げた経緯がある。
2018年（平成30年）10月1日には既存棟の南側隣接地に新棟「Pacific Side」を開業した。

## 所在地
- 愛知県常滑市セントレア1-1